# Isaac McHardie
Isaac McHardie (n. 6 iulie 1997, Hamilton⁠(d), Noua Zeelandă) este un iahtman ce a reprezentat Noua Zeelandă, medaliat olimpic. A participat la o ediție a Jocurilor Olimpice (2024) în care a câștigat o medalie de argint.

## Participări
Lista de mai jos prezintă principalele competiții la care a participat Isaac McHardie de-a lungul carierei.
- 49er en voile aux Jeux olympiques d’été de 2024[*]